# Noemuke
Noemuke is een bestuurslaag in het regentschap Timor Tengah Selatan van de provincie Oost-Nusa Tenggara, Indonesië. Noemuke telt 2528 inwoners (volkstelling 2010).